# 椰子核

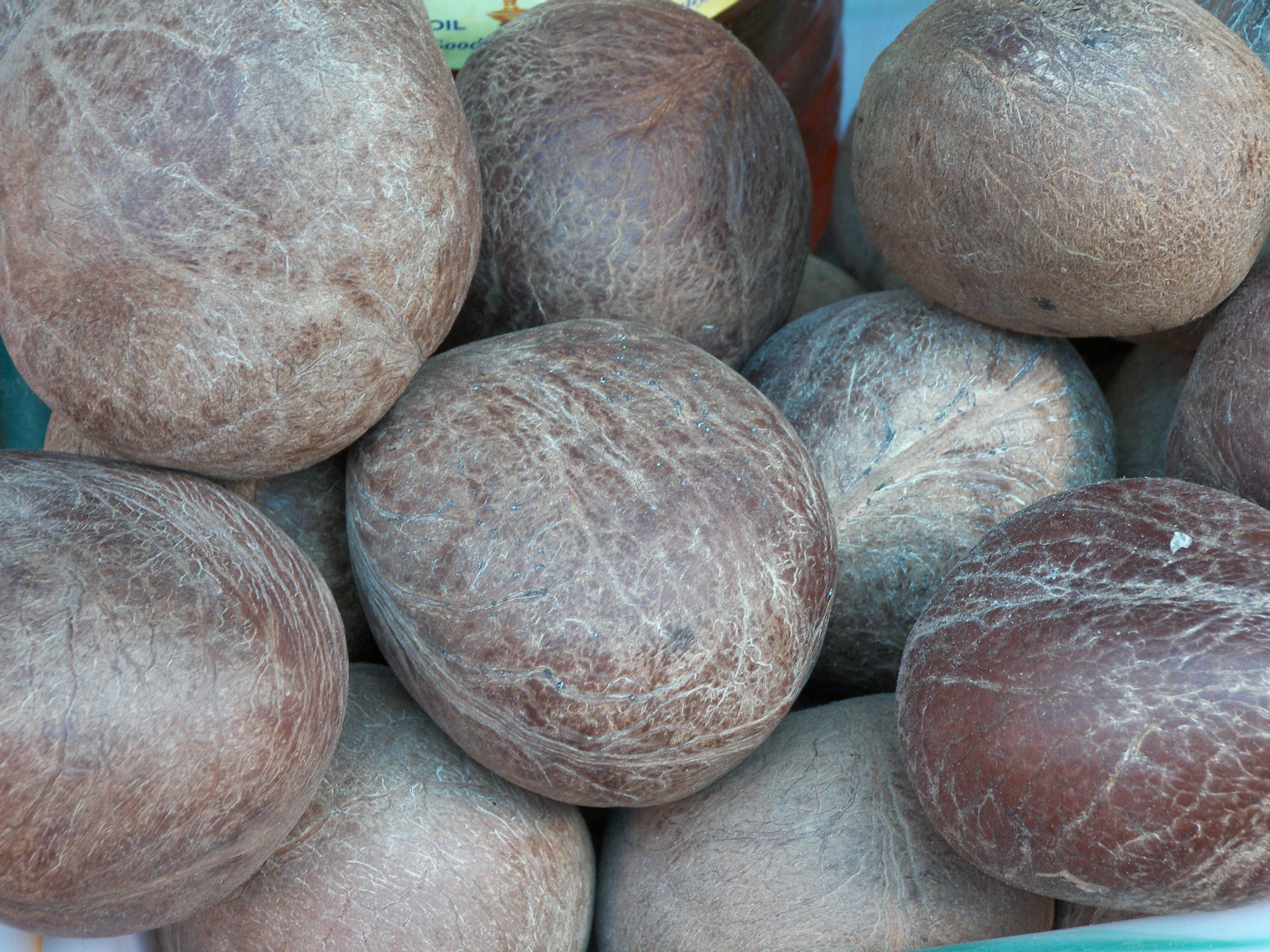
位於印度班加羅爾一個市場（Ulsoor Market）售賣的整顆椰子乾。

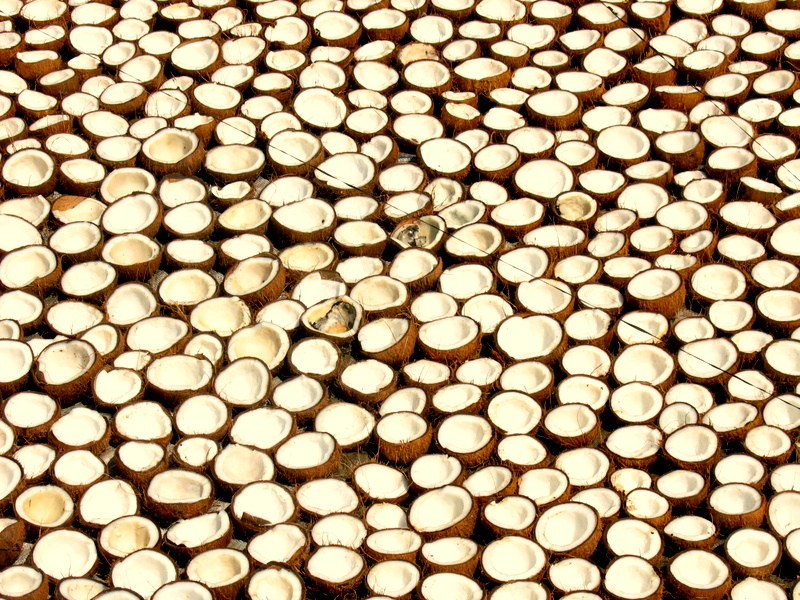
印度喀拉拉邦的一塊地正在曬椰子乾

椰子核，一般商品名亦作印度椰子，是指椰子去了外果皮後留下的內果皮及種子部份，內部包含椰子肉（胚乳），通常經過曬乾或烘乾後再運輸出去，可用於提煉出椰子油。
有關利用椰子核來提煉椰子油的文獻紀錄位於公元一世紀，以泰米爾語來紀錄，
椰子核主要在東南亞和南太平洋國家出產，且具有經濟價值，因此是當地民眾的主要收入來源之一。壓搾過椰子油的椰子核，經過加工製作，可變成動物飼料。

## 功效
由於椰子核經過處理，所以其藥性亦跟未經處理的椰子不同：椰子核有止咳潤肺與清熱功效，而普通椰子則有補虛和去水腫的功效。